# Robert Rauschenberg
Robert Rauschenberg (Port Arthur (Texas), 22 de Outubro de 1925 - Flórida, 12 de Maio de  2008) foi um artista do Expressionismo abstracto e Pop art.
Rauschenberg estudou no Kansas City Art Institute, na Academie Julian em Paris, e com Josef Albers no Black Mountain College na Carolina do Norte, antes de se fixar em Nova York, onde estudou no Art Students League of New York e onde desenvolveu relações mais profundas com Cy Twombly, Jasper Johns, John Cage, e Merce Cunningham.
É considerado um dos artistas de vanguarda da década de 1950, pois foi nessa época que, depois das séries de superfícies com jornal amassado do início da década, o artista deu início à chamada combine painting, utilizando-se de garrafas de Coca-Cola, embalagens de produtos industrializados e pássaros empalhados para a criação de uma pintura composta por não somente de massa pigmentária mas incluindo também estes objetos. Estes trabalhos foram precursores da Pop Art.
Rauschenberg une a pintura à comunicação, privando esta (em sua opinião) de sua aura - conceito desenvolvido nas obras de Walter Benjamin - e dizia não confiar em ideias, preferindo os materiais, pois estes o colocariam em confronto com o desconhecido. O artísta, mais jovem, fez parte do movimento Dadá em Nova Iorque, empregando "processos de collage fotográfica e serigráfica, produzindo impressões diretas de objetos imagísticos sobre placas sensibilizadas" (Thomas, 1994, p. 102).
Acreditava ele que a pintura se relacionava com a vida e com a arte, assim buscando agir entre estes dois pólos. Nessa perspetiva o artista, em Bed (Cama), pinta o que acredita-se ser sua própria coberta, tornando a obra tão pessoal e íntima quanto um autorretrato, confrontando assim o aspeto pessoal de uma cama arrumada com o meio artístico, ao pendurá-la em uma parede, na vertical. Assim, ainda que a cama perca sua função, ela ainda pode ser relacionada às atividades íntimas nela exercidas.
Nesse ponto, os limites entre a pintura e a escultura são tensionados até sua rutura, bem como os limites entre o cotidiano e a arte. Os elementos inclusos em seu trabalho fazem referências à cultura popular, enfatizando a teoria de Rauschenberg sobre objetos diários e a arte.
Na década de 1960 Rauschenberg usou o silk-screen para imprimir imagens fotográficas em grandes extensões da tela, unificando a composição através de grossas pinceladas de tinta, e ganhou reconhecimento internacional na Bienal de Veneza de 1964.
Pouco antes de morrer vivía e trabalhava em Florida e Nova Iorque.